# Le Mériot
Le Mériot é uma comuna francesa na região administrativa de Grande Leste, no departamento de Aube. Estende-se por uma área de 12,6 km². Em 2010 a comuna tinha 630 habitantes (densidade: 50 hab./km²).